# Okto Dorinus Manik

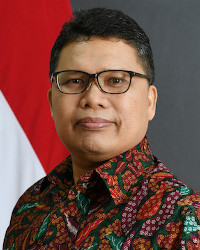
Okto Dorinus Manik (2019)

Okto Dorinus Manik ist ein indonesischer Diplomat.

## Werdegang
Manik hat einen Bachelor-Abschluss in Rechtswissenschaften der Padjadjaran-Universität in Indonesien und einen Master-Abschluss in Public Policy der Universität Saitama in Japan.
Manik war Dritter Sekretär an der indonesischen Botschaft in Neuseeland, von 1998 bis 2002 Zweiter Sekretär an der indonesischen Botschaft in Fidschi und Erster Sekretär am indonesischen Generalkonsulat in San Francisco (USA). Dann war er Minister Counsellor an der indonesischen Botschaft in Washington, D.C. (USA) und schließlich Leiter des Büros für Recht und Verwaltung des Außenministeriums.
Am 13. Dezember 2021 übergab Manik seine Akkreditierung als indonesischer Botschafter in Osttimor an Staatspräsident Francisco Guterres.

## Sonstiges
Manik ist verheiratet und hat zwei Söhne und eine Tochter.